# (2534) Houzeau
(2534) Houzeau es un asteroide perteneciente al cinturón de asteroides, descubierto el 2 de noviembre de 1931 por Eugène Joseph Delporte desde el Real Observatorio de Bélgica, Uccle.

## Designación y nombre
Designado provisionalmente como 1931 VD. Fue nombrado Houzeau en honor al astróno y periodista belga Jean-Charles Houzeau de Lehaie.